# 46722 Ireneadler
46722 Ireneadler è un asteroide della fascia principale. Scoperto nel 1997, presenta un'orbita caratterizzata da un semiasse maggiore pari a 3,0639529 UA e da un'eccentricità di 0,0269096, inclinata di 8,83723° rispetto all'eclittica.